# 1322年
| 千纪： | 2千纪 |
| 世纪： | 13世纪 \| 14世纪 \| 15世纪                                                                                 |
| 年代： | 1290年代 \| 1300年代 \| 1310年代 \| 1320年代 \| 1330年代 \| 1340年代 \| 1350年代                           |
| 年份： | 1317年 \| 1318年 \| 1319年 \| 1320年 \| 1321年 \| 1322年 \| 1323年 \| 1324年 \| 1325年 \| 1326年 \| 1327年 |
| 纪年： | 壬戌年（狗年）；元至治二年；越南大慶九年；日本元亨二年；高丽至理二年                                       |

## 大事记
- 10月6日——元朝右丞相鐵木迭兒去世，元英宗追奪其官爵及封贈制書，籍沒其家。
- 11月1日——太皇太后答己去世，元英宗親政。
- 12月4日——元英宗任命拜住為中書右丞相，並且不設左丞相，開始在右丞相拜住、中書省平章政事張珪等的幫助下進行“至治改革”。

## 逝世
- 1月3日——腓力五世，法國卡佩王朝國王。（1293年出生，29岁）
- 10月6日——鐵木迭兒，元朝權臣。
- 11月1日——答己，忽必烈之孫答剌麻八剌的妻子，元武宗海山及元仁宗愛育黎拔力八達的母親。